# 賁古縣
贲古县，中国古代地名。西汉元封二年（公元前109年）置，属益州郡，为云南的二十四个千年古县之一，范围为今云南省红河哈尼族彝族自治州蒙自市、个旧市，县治在今蒙自新安所附近。三国时期，蜀汉平定益州、永昌，分其地为南中7郡，贲古县隶属兴古郡。西晋永嘉四年（310年），析贲古县置梁水县，析兴古郡置梁水郡，贲古县划属梁水郡。东晋以后，中原政权对云南的控制减弱，爨氏实质统治云南，贲古县从此消失。

## 引用资料
1. ↑  蒙自市地方志编纂委员会 编. . 昆明: 云南出版集团公司 云南人民出版社. 2014. ISBN 978-7-222-10914-8.